# 葛飾区郷土と天文の博物館
葛飾区郷土と天文の博物館（かつしかく きょうどとてんもんのはくぶつかん、Katsushika City Museum）は、東京都葛飾区白鳥三丁目にある博物館。1991年7月に開館した。運営は葛飾区。歴史学、民俗学、考古学、埋蔵文化財、文化財、天文学の6部門を持つ。専門家を招待して地域史フォーラムを主宰し、郷土史に関する書籍も執筆・出版している。

## 館内の設備

### 郷土展示室
水とかつしか

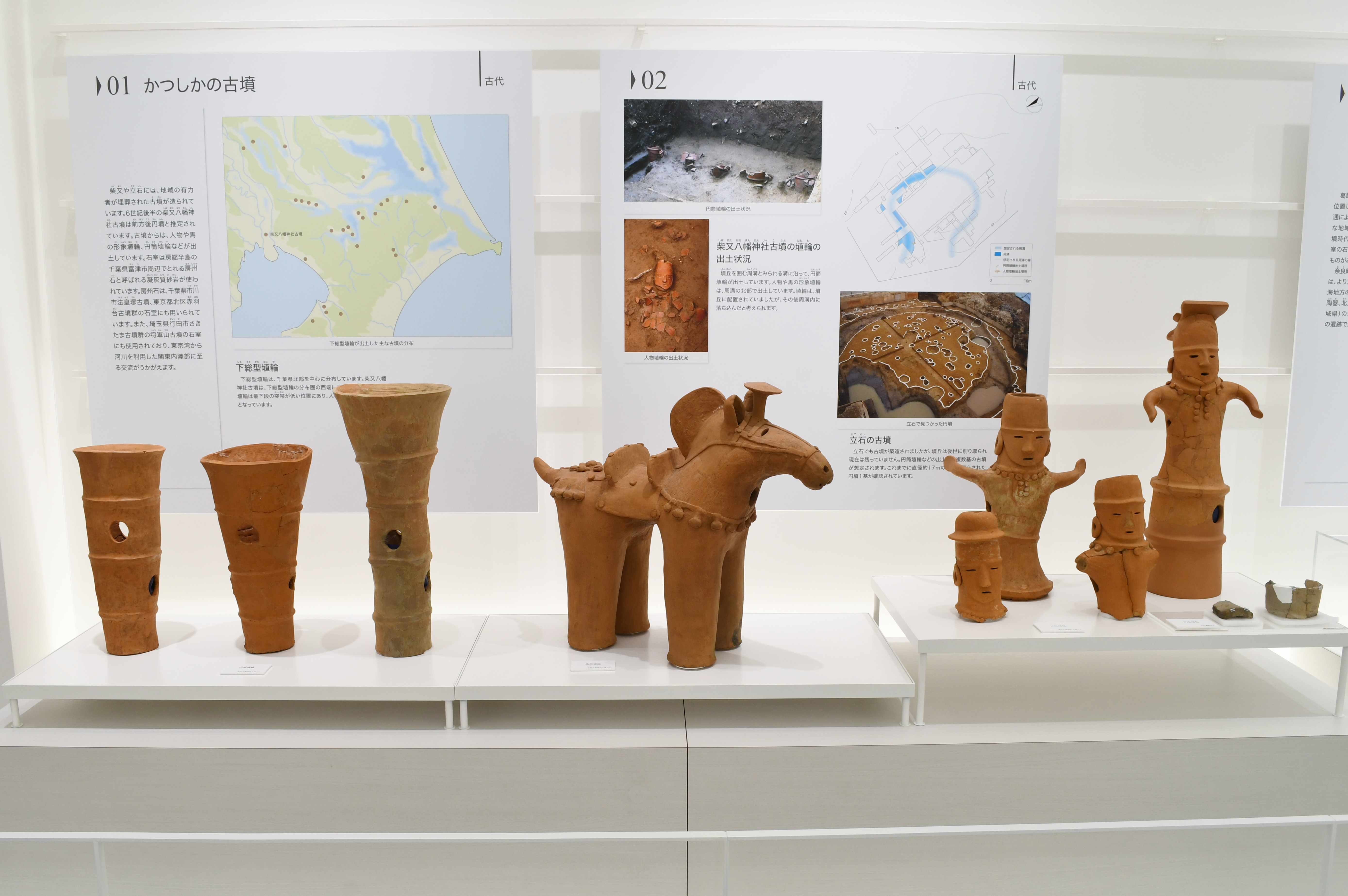
柴又八幡神社古墳出土品

- 東京低地のなりたち、農業のための灌漑、河川交通、染色工業、カスリーン台風などに関する展示がある。

かつしかのあゆみ
- 養老五年（721）下総国葛飾郡大嶋郷戸籍、柴又八幡神社古墳からの出土品、葛西城などに関する展示がある。

かつしかのくらし
- 昭和30年代のボルト・ナット製造工場と住居が復元されている。ダイハツ・ミゼットも展示されている。

### 天文展示室
太陽望遠鏡がとらえた太陽面やスペクトル、隕石、ティコ・ブラーエの観測装置などが展示されている。

### プラネタリウム
直径18mの傾斜型ドームに、145の座席がある。光学式プラネタリウム「インフィニウムΣ」とデジタル式プラネタリウム「スカイマックスDS2R2」を組み合わせたコニカミノルタプラネタリウム製「ジェミニスターΣ KATSUSHIKA」が導入されている。番組は全て博物館で制作されたもので、解説員による生の解説が行われている。各客席には３つの回答ボタンがあり、クイズやアンケートなど参加型の番組もある。

### 天体観測室（天文台）
口径25cmEDクーデ式屈折望遠鏡（ニコン製）があり、毎週金曜日・土曜日（祝日を除く）の観望会で公開されている。

### 太陽望遠鏡
屋上に口径30cmグレゴリークーデ式太陽望遠鏡（ニコン製）があり、昼間晴れていれば天文展示室で太陽面を観察できる。

### フーコーの振り子
カリフォルニア科学アカデミー製。

### 特別企画展示室
年に数回、特別展・企画展・収蔵資料展などが開催される。

### 体験学習室
旧葛飾区教育資料館で展示・収蔵されていた教科書などの教育資料が展示されている。イベント等の会場として利用されることもある。

## 交通
- 京成本線　お花茶屋駅下車、徒歩8分
- 常磐線（各駅停車）　亀有駅下車、徒歩25分
- 京成タウンバス（有57系統）　共栄学園前下車、徒歩5分
- レインボーかつしか（有71系統）　白鳥わかば公園下車、徒歩2分
- 水戸街道（国道6号線）「白鳥」交差点より車で3分

## 書籍
- 『葛西城とその周辺』（2001年・たけしま出版）